# 567 (numero)
Cinquecentosessantasette (567) è il numero naturale dopo il 566 e prima del 568.

## Proprietà matematiche
- È un numero dispari.
- È un numero composto con 10 divisori: 1, 3, 7, 9, 21, 27, 63, 81, 189, 567. Poiché la somma dei suoi divisori (escluso il numero stesso) è 401 < 567, è un numero difettivo.
- È parte delle terne pitagoriche (144, 567, 585), (540, 567, 783), (567, 756, 945), (567, 1020, 1167), (567, 1944, 2025), (567, 2520, 2583), (567, 3256, 3305), (567, 5940, 5967), (567, 7644, 7665), (567, 17856, 17865), (567, 22960, 22967), (567, 53580, 53583), (567, 160744, 160745).
- È un numero palindromo nel sistema di numerazione posizionale a base 12 (3B3).
- È un numero 190-gonale.
- È il più piccolo numero ottenibile dalla somma di numeri primi, utilizzando una sola volta tutte le 10 cifre della base decimale: 567 = 2 + 3 + 5 + 67 + 89 + 401.
- È un numero congruente.
- È un numero malvagio.

## Astronomia
- 567 Eleutheria è un asteroide della fascia principale del sistema solare.
- NGC 567 è una galassia della costellazione della Balena.

## Astronautica
- Cosmos 567 è un satellite artificiale russo.